# Ljusögd trast
Ljusögd trast (Turdus leucops) är en fågel i familjen trastar inom ordningen tättingar.

## Utseende och läte
Hane ljusögd trast är svart med stirrande ljust öga och orange näbb och ben. Honan är fylligt mörkbrun med mörk näbb, ingen ögonring och viss ljusare fläckning på buken. Sången är typisk för trastar, gnisslig och komplex.

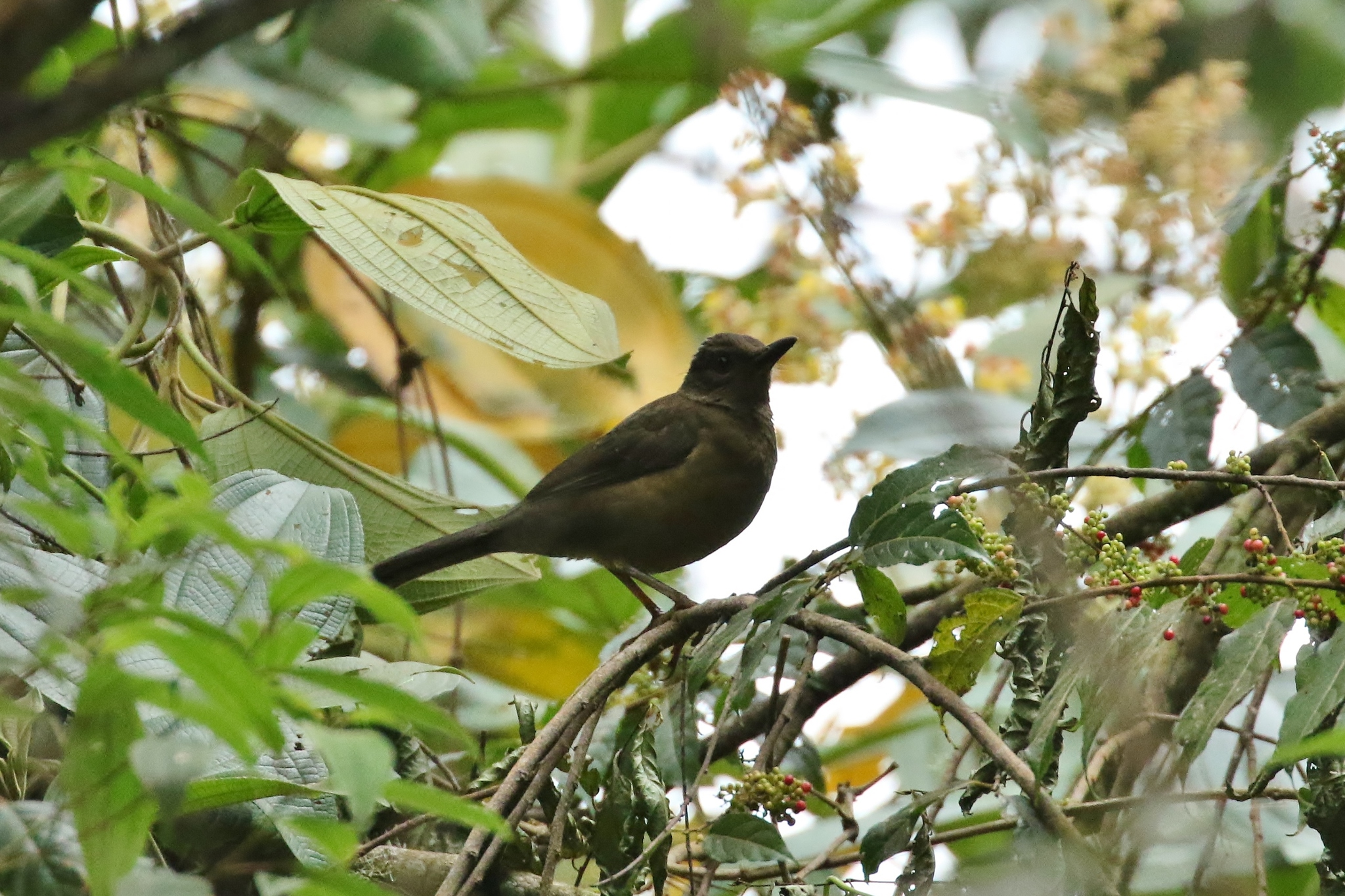
Hona.

## Utbredning och systematik
Fågeln förekommer i Anderna från Colombia till västra Bolivia samt i tepui och bergstrakter i västra Venezuela. Den behandlas som monotypisk, det vill säga att den inte delas in i några underarter.

### Släktestillhörighet
Tidigare placerades den tillsammans med gulbent trast (T. flavipes) i släktet Platycichla, men genetiska studier visar att de båda är en del av Turdus.

## Levnadssätt
Ljusögd trast hittas i bergsskogar på mellan 1000 och 2000 meters höjd. Den är fåtalig och ses sällan, vanligen när hanen sjunger från toppen av ett träd eller vid fruktbärande träd inne i skog.

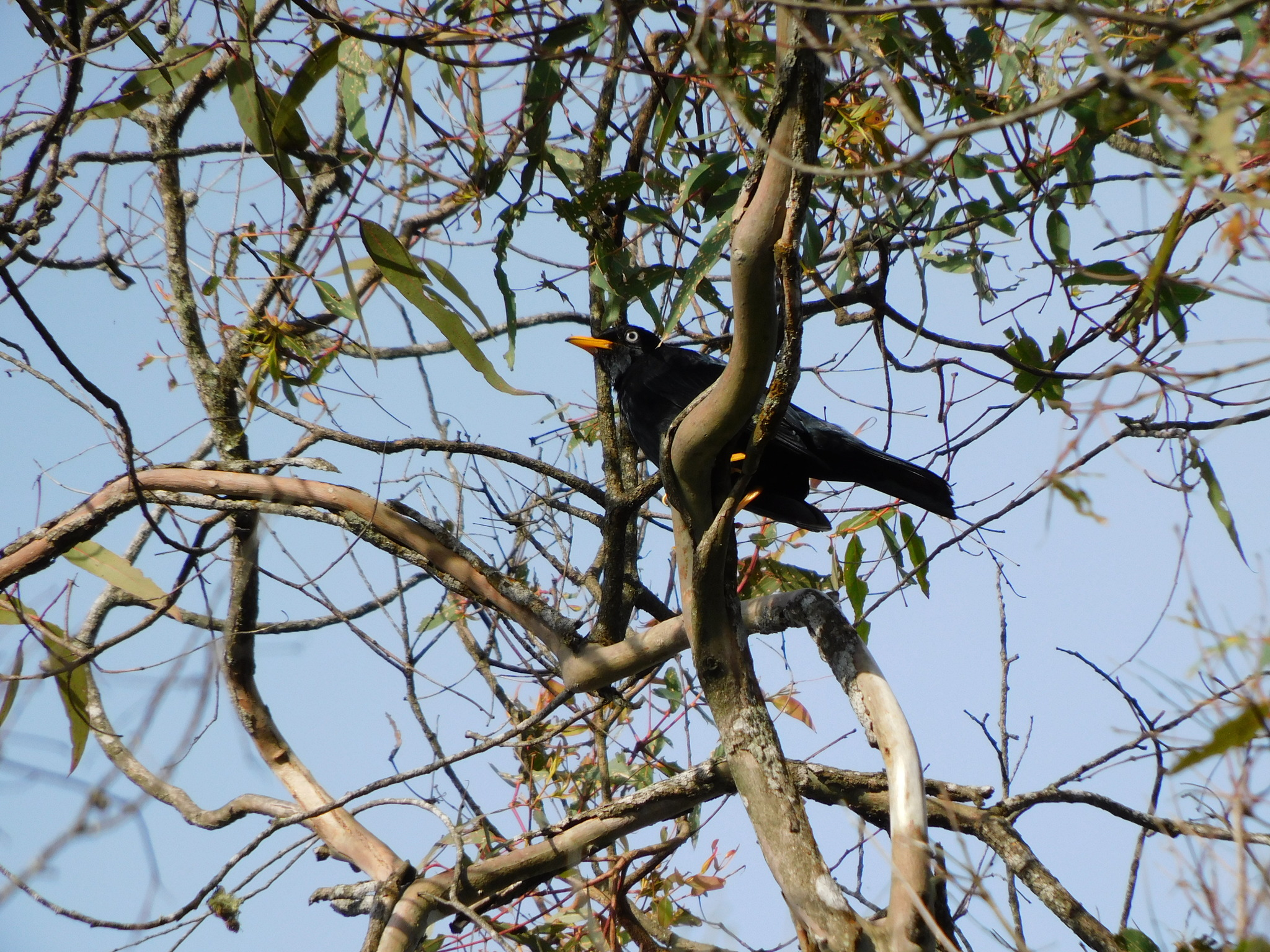

## Status och hot
Arten har ett stort utbredningsområde, men tros minska i antal, dock inte tillräckligt kraftigt för att den ska betraktas som hotad. Internationella naturvårdsunionen IUCN listar arten som livskraftig (LC).